# Dudelange-Usines
Dudelange-Usines – stacja kolejowa w Dudelange, w kantonie Esch-sur-Alzette, w Luksemburgu. Stacja znajduje się na linii Bettembourg – Volmerange-les-Mines. Jest ona zarządzana przez luksemburskiego przewoźnika CFL.
Początkowo była to stacja końcowa linii Bettembourg – Dudelange. W 1999 na linii, na której do tej pory były trzy stacje, zostały dodane dwa przystanki: Dudelange-Burange i Dudelange-Centre. W 2003 linia została przedłużona do Volmerange.
Stacja znajduje się na granicy z Francją.